# معز بن شريفية
{{صندوق معلومات سيرة كرة قدم
| اسم اللاعب = معز بن شريفية
| صورة = 
| الاسم الكامل = 
| الجنسية =  تونسي
| تاريخ الولادة = 24 يونيو 1991

| مدينة الولادة = تونس العاصمة
| دولة الولادة =  تونس
| الطول = 1.82 م (6 قدم 0 بوصة)
| المركز =حارس مرمى
| النادي الحالي =  الترجي الرياضي التونسي
| الرقم بالنادي =12
| أعوام الشباب = 
| أندية الشباب = 
| سنوات1 =2009–2024
| أندية1 = الترجي الرياضي التونسي
| سنوات 2 = [[2024 _ 
| أندية 2 = الأولمبي الباجي 
| مباريات1 =358
| أهداف1 = 0
| سنوات_وطنية1 = 2012–2023
| منتخب_وطني1 =تونس
| مباريات_وطنية1 =22
| أهداف_وطنية1 = 0
| تحديث الأندية =13 أبريل 2022
| تحديث المنتخب =30 ديسمبر 2021
| فرق كرة القدم الوطنية = 46765
}}
معز بن شريفية (24 يونيو 1991 ) هو لاعب كرة قدم تونسي ولد في مدينة تونس، يلعب معز في مركز حراسة المرمى رُفقة نادي الترجي التونسي.

## المسيرة الكروية

### مع الأندية
في عام 2010، ظهر بن شريفية لأول مرة حيث دافع عن ألوان نادي الترجي. أول مباراة له كانت في مواجهة الاتحاد الرياضي المنستيري. فاز في نهاية موسم 2010-2011 بلقب الرابطة التونسية المحترفة الأولى كما فاز بكأس تونس وبدوري أبطال أفريقيا 2011. فاز في نهاية موسم 2011-2012 ببطولة الدوري ثم وصل رفقة فريقه إلى الدور النهائي في منافسة دوري أبطال أفريقيا 2012.

### مع المنتخب الوطني
استُدعي معز من قِبل سامي الطرابلسي ضمن تشكيلة الثلاثة وعشرون لاعبا الذين سيُمثلون المنتخب في كأس الأمم الأفريقية 2012؛ ومع ذلك جلس على مقاعد البدلاء طوال المنافسة. فشل في نهاية عام 2012 في ضمان حراس المنتخب الوطني حيث عادة ما كان يتم تفضيل أيمن المثلوثي الذي قدم مردودا جيدا في كأس الأمم الأفريقية 2013. ضمن في نهاية المطاف مركزه في حراسة المرمى وأصبح الحارس رقم واحد في تشكيلة المنتخب التونسي.

## الألقاب والإنجازات
- الرابطة التونسية المحترفة الأولى (10):2010, 2011, 2012, 2014, 2017, 2018, 2019, 2020, 2021, 2022
- كأس تونس (2): 2011، 2016
- دوري أبطال أفريقيا (3): 2011 , 2018، 2018–19
- كأس العرب للأندية الأبطال (1): 2017

## روابط خارجية
- معز بن شريفية على موقع الاتحاد الدولي (مؤرشف)  (الإنجليزية)
- معز بن شريفية على موقع قاعدة بيانات كرة القدم.إي يو (الإنجليزية)
- معز بن شريفية على موقع ناشيونال فوتبول تيمز (الإنجليزية)
- معز بن شريفية على موقع Soccerway.com (الإنجليزية)
- معز بن شريفية على موقع عالم كرة القدم.نت (الإنجليزية)
- معز بن شريفية على موقع كووورة